# Edmund Mudrak
Edmund Mudrak (* 27. Oktober 1894 in Wien; † 12. Dezember 1965 ebenda) war ein österreichischer Volkskundler.

## Leben
Mudrak studierte Germanistik, Orientalistik und Urgeschichte und promovierte über die Wielandssage an der Universität Wien bei Georg Hüsing. Mudrak war aktives Mitglied des Wiener Vereins für Volkskunde. Mudrak gehörte zur sich auf Leopold von Schroeder berufenden Wiener „Mythologischen Schule“.
Mudrak meldete am 25. November 1930 in Wien die für den Lehrgang Deutsche Bildung verantwortliche Gesellschaft Deutsche Bildung als Verein an und machte noch offizielle Angaben zum Vereinsvermögen, als die Gesellschaft 1947 aufgelöst wurde. Gemeinsam mit Karl von Spieß veröffentlichte er 1938 das Bändchen Deutsche Volkskunde als politische Wissenschaft. Der Titel seines Beitrags war „Die Aufgaben der Volkskunde als einer lebendigen Wissenschaft“. Darin postuliert Mudrak die Rassenkunde als Grundwissenschaft, an der sich die Volkskunde zu orientieren habe. 1939 gab Mudrak gemeinsam mit Karl von Spieß die Sammlung Deutsche Märchen – Deutsche Welt heraus, 1944 folgte die Märchenauswahl Hausbuch deutscher Märchen.
Von 1939 bis 1943 arbeitete Mudrak im Kulturamt der Stadt Wien als Leiter des Referats Volkskundeforschung. Außerdem war Mudrak der Reichsstellenleiter für germanische Volkskunde im Amte Volkskunde und Feiergestaltung der Dienststelle Rosenberg, Lektor der Parteiamtlichen Prüfungskommission zum Schutze des NS-Schrifttums, Lektor des Hauptamtes Schrifttumspflege im Amt Rosenberg und Gutachter für die Reichswaltung des NS-Lehrerbundes. Gemeinsam mit von Spieß war Mudrak zeitweise Leiter der außeruniversitären Forschungsstelle Mythenkunde des am 5. Juni 1942 ins Leben gerufenen Instituts für deutsche Volkskunde, das mit der Hohen Schule des Amtes Rosenberg in Verbindung stand.
1943 wurde die Volkskundliche Professur der im Dienst der nationalsozialistischen Ideologie stehenden Reichsuniversität Posen mit Edmund Mudrak besetzt, der dabei seinem größten Konkurrenten Richard Wolfram vorgezogen wurde.
Nach Kriegsende wurde Mudraks Professur in Posen ungültig. Ab 1951 arbeitete er als Lehrer am Akademischen Gymnasium Wien. Er war Konsulent der Altkatholischen Kirche in Wien und von 1955 bis zu seinem Tode 1965 gemeinsam mit Karl Tekusch stellvertretender Obmann des Wiener Vereins Muttersprache, wo er zahlreiche Vorträge hielt und diese auch in der Vereinszeitschrift veröffentlichte. Auch publizierte Mudrak nach Kriegsende weiterhin. So erschienen seine Sagen der Germanen seit 2003 in der 23. Auflage, seine Nordischen Götter- und Heldensagen seit 2009 in der 29. Auflage, und seine Deutschen Heldensagen seit 2009 in der 36. Auflage.
Mudrak veröffentlichte bis zu seinem Tode 1965 insgesamt 148 Titel, darunter zahlreiche Märchen-, Sagen- und Jugendbücher, aber unter anderem auch Publikationen in Zeitschriften wie Rasse. Monatsschrift der nordischen Bewegung, der von Matthes Ziegler herausgegebenen Deutsche Volkskunde – Vierteljahresschrift der Arbeitsgemeinschaft für Deutsche Volkskunde
und den Nationalsozialistischen Monatsheften.

## Publikationen (Auswahl)
- Edmund Mudrak (1938): „Die Aufgaben der Volkskunde als einer lebendigen Wissenschaft“. In: Karl Spieß, Edmund Mudrak: Deutsche Volkskunde als politische Wissenschaft. Zwei Aufsätze mit einem vollständigen Verlagsverzeichnis für 1923-1938 als Anhang. Berlin: Stubenrauch. S. 3–11.
- Edmund Mudrak (Hrsg.) (2003): Sagen der Germanen. 23. Auflage. Eningen: Ensslin.
- Edmund Mudrak (Hrsg.) (2009a): Deutsche Heldensagen. 36. Auflage. Hamburg: Nikol.
- Edmund Mudrak (Hrsg.) (2009b): Nordische Götter- und Heldensagen. 28. Auflage. Hamburg: Nikol.
- Edmund Mudrak (1943): „Sagen der Technik“. Hegel & Schade.
- Edmund Mudrak, Karl Spieß, Herta Sladky (Hrsg.) (1944): Hausbuch deutscher Märchen. Berlin: Stubenrauh.